# 西光寺 (岐阜市)
西光寺（さいこうじ）は岐阜県岐阜市向加野にある阿弥陀如来を本尊とする高野山真言宗の寺院で、山号は密乗山。美濃四国86番札所。
創建年及び開基、開山不詳。かつては斉光寺と称していたが、天正年間に兵火により本尊を残して焼失したという。享保年間に延算寺の栄淳法印がその跡地に草庵を設けて西光寺と名を改めた後、その法嗣の耕節が中興を成し遂げた。黙住禅師の代に、大和郡山城主の柳沢甲斐守により鐘楼、山門と田畑が寄進され、伽藍も修築された。
本尊の阿弥陀如来は伝説によると恵心僧都の作であるという。ほかに厄除け不動明王を祀るほか、寺宝として柳沢保光筆による護伽藍天王の額を所蔵する。